# Celestino I
Celestino I (Roma, 359-27 de julio de 432) fue el 43.er papa de la Iglesia católica, de 422 a 432.

## Biografía
Hijo de Prisco, ciertas fuentes lo emparentan con el emperador Valentiniano III. Fue diácono en Roma y, según la tradición, durante un tiempo vivió en Milán donde conoció a San Antonio Abad.[cita requerida].
Elegido papa por aclamación el 10 de septiembre de 422, tuvo que hacer frente a un variado número de doctrinas heréticas como el nestorianismo, el pelagianismo, el donatismo, el maniqueísmo y el novacianismo y que culminaron en los últimos días de su pontificado con la celebración del Concilio de Éfeso en 431, que supuso la condena tanto del pelagianismo como del nestorianismo. Esta última doctrina, defendida por el patriarca de Constantinopla, Nestorio, separaba las dos naturalezas de Cristo y definía a María como Khristotokos (Madre de Cristo) pero no como Theotokos (Madre de Dios);
En el citado concilio, Celestino estuvo representado por Cirilo de Alejandría quien defendió la unidad de las dos naturalezas de Cristo y cuya doctrina será luego distorsionada por Eutiques el cual elabora la doctrina del monofisismo.
Celestino I murió el 27 de julio de 432.